# Società Podistica Lazio 1913-1914
Questa voce raccoglie le informazioni riguardanti la Società Podistica Lazio nella stagione 1913-1914.

## Stagione
La Lazio nella stagione 1913-1914 partecipa per la seconda volta al campionato di Prima Categoria. Si classifica al primo posto del Torneo centro-meridionale - Sezione laziale con 20 punti, qualificandosi alla semifinale dell'Italia centrale contro lo SPES Livorno. Vince sia la gara di andata a Livorno per 3-0 che quella di ritorno a Roma per 1-0. In Finale centro-meridionale contro l'Internazionale_Napoli vince l'andata a Roma per 1-0 come la gara di ritorno a Napoli per 8-0. Quindi per il secondo anno consecutivo accede alla finalissima nazionale per l'assegnazione del titolo di campione d'Italia. La sfida contro il Casale si disputa in due turni e in entrambe le gare la squadra romana viene sconfitta, 7-1 all'andata a Casale Monferrato e 2-0 il ritorno a Roma.

## Rosa
| N. |                   | Ruolo | Calciatore                  |
| -- | ----------------- | ----- | --------------------------- |
|    | Italia (bandiera) | P     | Guido Levi I                |
|    | Italia (bandiera) | P     | Clemente Serventi           |
|    | Italia (bandiera) | D     | Mario Levi II               |
|    | Italia (bandiera) | D     | Carlo Maranghi              |
|    | Italia (bandiera) | D     | Camillo Monetti             |
|    | Italia (bandiera) | D     | Attilio Zoppi II            |
|    | Italia (bandiera) | C     | Vincenzo Di Napoli I        |
|    | Italia (bandiera) | C     | Leonardo Luigi Di Napoli II |
|    | Italia (bandiera) | C     | Gino Donati                 |
|    | Italia (bandiera) | C     | Augusto Faccani             |
|    | Italia (bandiera) | C     | Primo Fioranti II           |
|    | Italia (bandiera) | C     | Angelo Zucchi II            |
|    | Italia (bandiera) | A     | Camillo Bona                |
|    | Italia (bandiera) | A     | Sante Ancherani             |

| N. |                   | Ruolo | Calciatore                     |
| -- | ----------------- | ----- | ------------------------------ |
|    | Italia (bandiera) | A     | Marcello Consiglio             |
|    | Italia (bandiera) | A     | Amedeo Coraggio                |
|    | Italia (bandiera) | A     | Corrado Corelli I              |
|    | Italia (bandiera) | A     | Giuseppe Fioranti I (capitano) |
|    | Italia (bandiera) | A     | Rodolfo Folpini                |
|    | Italia (bandiera) | A     | Mario Raffo                    |
|    | Italia (bandiera) | A     | Fernando Saraceni I            |
|    | Italia (bandiera) | P     | Remo Forlivesi                 |
|    | Italia (bandiera) | C     | Pier Italo Rivalta             |
|    | Italia (bandiera) | A     | Enrico Laviosa                 |
|    | Italia (bandiera) | A     | Arnaldo Perugini               |
|    | Italia (bandiera) | A     | Luigi Riccardi                 |
|    | Italia (bandiera) | A     | Ezio Zoppi I                   |

## Risultati

### Prima Categoria

#### Girone Laziale

##### Girone di andata
| Arbitro: | Bellucci (Roma) |

|             |           |                                                         |
| Mignani st’ | Marcatori | 8’ 22’ Maranghi st’ Folpini st’ Coraggio st’ A. Faccani |

| Arbitro: | Bellucci (Roma) |

|  |           |                                                                       |
|  | Marcatori | 15’ Fioranti I 23’ Coraggio st’ A. Faccani st’ Folpini st’ Saraceni I |

| Arbitro: | Bellucci (Roma) |

|                      |           |                                      |
| Krump 47’ Meille st’ | Marcatori | 28’ 58’ Fioranti I 89’ (aut.) Grassi |

| Arbitro: | Sidoti (Roma) |

|                            |           |             |
| Consiglio pt’ Maranghi st’ | Marcatori | 80’ Buratti |

| Arbitro: | Bellucci (Roma) |

|  |           |                                                    |
|  | Marcatori | 20’ (aut.) Marchetti 23’ Fioranti I st’ Saraceni I |

##### Girone di ritorno
| Roma 14 dicembre 1913 6ª giornata                                                                     | Lazio     | 9 – 0 | Pro Roma | Campo della Farnesina |
| \| \| \| \| \| Saraceni I (2) Fioranti I (3) Ignoto st’ (aut.) Bona (2) A. Faccani \| Marcatori \| \| |           |       |          |                       |
| |           |       |          |                       |
| Saraceni I (2) Fioranti I (3) Ignoto st’ (aut.) Bona (2) A. Faccani                                   | Marcatori |       |          |                       |

| Arbitro: | Bellucci (Roma) |

|                                                        |           |  |
| Di Napoli I pt’ Saraceni I (4) Maranghi (3) Fioranti I | Marcatori |  |

| Arbitro: | Pedroni (Milano) |

|        |           |        |
| Ignoti | Marcatori | Ignoto |

| Arbitro: | Crespi (Milano) |

|                                                                        |           |            |
| Fioranti I 22’ st’ Bona pt’ A. Faccani pt’ Saraceni I st’ Maranghi st’ | Marcatori | st’ Menghi |

| Arbitro: | Bellucci (Roma) |

|                                                     |           |  |
| Saraceni I pt’ Caroncino pt’ (aut.) Fioranti II 89’ | Marcatori |  |

#### Semifinale Italia Centrale
| Arbitro: | Calì (Genova) |

|  |           |                                            |
|  | Marcatori | 13’ Fioranti I 60’ Maranghi 71’ Saraceni I |

| Arbitro: | Scamoni (Torino) |

|              |           |  |
| Maranghi 60’ | Marcatori |  |

#### Finale Italia Centro-meridionale
| Arbitro: | Bellucci (Roma) |

|               |           |  |
| Consiglio 16’ | Marcatori |  |

| Arbitro: | Torrazzi (Napoli) |

|  |           |                                                             |
|  | Marcatori | 17’ pt’ st’ Saraceni I 23’ 28’ st’ Consiglio st’ A. Faccani |

#### Finalissima
| Arbitro: | Scamoni (Torino) |

|                                                                         |           |               |
| Varese 26’ 50’ Ferraris I 54’ Ravetti 62’ 65’ Gallina II st’ Mattea st’ | Marcatori | 73’ Zucchi II |

| Arbitro: | Cattaneo (Milano) |

|  |           |                        |
|  | Marcatori | 29’ Ravetti 76’ Varese |

## Statistiche

### Statistiche di squadra
| Competizione    | Punti | In casa | In casa | In casa | In casa | In casa | In casa | In trasferta | In trasferta | In trasferta | In trasferta | In trasferta | In trasferta | Totale | Totale | Totale | Totale | Totale | Totale | DR  |
| Competizione    | Punti | G       | V       | N       | P       | Gf      | Gs      | G            | V            | N            | P            | Gf           | Gs           | G      | V      | N      | P      | Gf     | Gs     | DR  |
| --------------- | ----- | ------- | ------- | ------- | ------- | ------- | ------- | ------------ | ------------ | ------------ | ------------ | ------------ | ------------ | ------ | ------ | ------ | ------ | ------ | ------ | --- |
| Prima Categoria | -     | 9       | 8       | 0       | 1       | 34      | 5       | 7            | 6            | 0            | 1            | 32           | 10           | 16     | 14     | 0      | 2      | 66     | 15     | +51 |